# Chapelle Notre-Dame-du-Pont de Bollène
La Chapelle Notre-Dame-du-Pont est un édifice religieux de Bollène, en France, construite le long du Lez.

## Histoire
La chapelle Notre-Dame-du-Pont est inscrite au titre des monuments historiques, depuis le 6 octobre 1981.

## En savoir plus